# Dyscia rubentaria
Dyscia rubentaria là một loài bướm đêm trong họ Geometridae.